# Coin (Iowa)
Coin – miasto w Stanach Zjednoczonych, w stanie Iowa, w hrabstwie Page.

## Demografia
Zgodnie ze spisem statystycznym z 2000, miasto liczyło 252 mieszkańców. W 2023 liczba mieszkańców spadła do 172 osób, a gęstość zaludnienia poniżej 82 osób/km².